# Wunnigel
Wunnigel ist eine Erzählung von Wilhelm Raabe, die 1876 entstand und Ende 1878 in Braunschweig erschien. Die Groteske war bereits im Winter 1877/78 in Westermanns Monatsheften abgedruckt worden. Nachauflagen zu Raabes Lebzeiten erschienen 1900 und 1903.

## Inhalt
Um das Jahr 1872 praktiziert der 25-jährige Arzt Dr. med. Heinrich Weyland in einer nicht benannten feinen, alten mitteldeutschen Stadt. Die Eltern sind verstorben. Der begüterte Junggeselle lebt in bescheidenem Luxus; bewohnt das über Generationen hinweg weiter vererbte, mit Antiquitäten bis unter das Dach angefüllte Haus am Schlossberg. Der inzwischen 90-jährige ehemalige Rottmeister Wenzel Brüggemann, ein bankrotter Uhrmacher und guter alter Freund der Familie Weyland aus der Nachbarschaft, hatte den Doktor schon vor längerer Zeit mit Nachdruck darauf hingewiesen: In das Haus am Schlossberg gehört eine Frau. Um eine Gattin hat sich Dr. Weyland überhaupt noch nicht gekümmert.
Der Mediziner wird in das Riedhorn, einen Gasthof außerhalb der Stadt, zu der 19-jährigen Patientin Anselma Wunnigel, gerufen. Anselma muss auf ihrem Zimmer das Bett hüten. Die Halbwaise hat gastrische Zustände. Dem Vater, das ist der Regierungsrat a. D. Wunnigel aus Königsberg, ist der Zwangsaufenthalt gar nicht recht. Der „quecksilbrige Antiquitätenfanatiker“ kann keine Rücksicht auf seine einzige Tochter nehmen. Der Rabenvater muss unter allen Umständen weiter zur nächsten Rarität.
Der „antiquarische Wüterich“ hat die Rechnung ohne den jungen Arzt gemacht. Dr. Weyland verordnet dem schönen Kind mehrere Wochen Bettruhe. Murrend muss sich Wunnigel fügen. Als der Durchreisende aber das Haus des Arztes oberflächlich durchstöbert hat, ändert er seine Meinung: „Vor vier Wochen kann das Kind nicht reisen.“ Während der Regierungsrat a. D. entzückt das alte Haus genauer durchforscht und dabei größere Mengen Meißner Porzellans zerscherbelt, kommt der Doktor der Genesenden näher. Dr. Weyland nennt Anselma bald seine „süße Braut“. Wunnigel freundet sich indes mit dem alten Brüggemann an. Die beiden Herren verbindet eine Neigung zu mechanischen Spielereien.
Während der Hochzeitsfeier entwickelt Wunnigel ein Toasttalent. Das junge Paar verzichtet auf die Hochzeitsreise und verbringt die Flitterwochen im Haus am Schlossberg. Wunnigel aber, der Sorge um die Tochter ledig, macht die Hochzeitsreise. In Italien lernt er Seine Exzellenz, den Kaiserlich Russischen Staatsrat a. D. Paul Petrowitsch Sesamoff und die Deutschrussin Oktavia Paulowna von Schlimmbesser kennen. Sesamoff und Wunnigel sind Juristen und Sammler. Wunnigel, der alte Untersuchungsrichter, hat Abhandlungen über Erbrecht und Konkursverfahren geschrieben. Wunnigel, das alte Kind, prahlt vor den Russen mit seinem Hausbesitz am Schlossberg. Oktavia fällt darauf herein und heiratet Wunnigel aus Besitzgier. Die Ehe geht nur acht Tage gut. Nachdem die Reisekasse leer ist und Wunnigel einen Wechsel auf das Haus des Schwiegersohnes ausgestellt hat, flüchtet der frischgebackene Ehemann vor seiner Oktavia und muss aus finanziellen Gründen zu den Kindern heimkehren.
Zuhause gesteht Wunnigel eine Dummheit, sagt aber nicht, welche. Er fürchtet, die Russin und der Russe könnten ihn in der deutschen Kleinstadt heimsuchen.
Und sie kommen tatsächlich. Zunächst reist Sesamoff an. Seine Exzellenz durchsucht das Haus vom Keller bis zum Dach, um dessen Inhalt zu erhandeln. Wunnigel flüchtet in die Nachbarschaft zu Brüggemann, erklärt dem ehemaligen Rottmeister: „Mein Herumlaufen ist zu Ende... in der Welt“ und verkriecht sich in Brüggemanns Bett. Der bankrotte Uhrmacher muss sich in seinem Lehnstuhl am Fenster einrichten. Vor der Ehefrau aber kann sich Wunnigel nicht verbergen. Kaum aus Italien angekommen, sucht Oktavia Wunnigel den Gatten, der unter der Bettdecke nicht sehr überzeugend den Bewusstlosen spielt, auf. Wutentbrannt müssen die beiden Russen feststellen, der nichtswürdige Wunnigel, dieser miserable Verräter, nur Plunder besitzt. Sie reisen ernüchtert über Eydtkuhnen nach St. Petersburg ab.
Später teilt der inzwischen ziemlich patientenlose Doktor Weyland der Frau Oktavia Wunnigel das friedliche Abscheiden ihres Gatten mit. Es antwortet nicht die Witwe, sondern P. P. Sesamoff auf Französisch. In dieser bewundernswürdigen Sprache – will der Erzähler den Leser glauben machen – könne man gleichzeitig Beileid und Glückwunsch artikulieren. Nebenbei will der Briefschreiber auch noch Geld. Die Antwort aus Deutschland lautet prompt: „Vermögen nicht vorhanden“.
Anselma schenkt ihrem Gatten Dr. Weyland mehrere Knaben. Brüggemann schlummert mit einem Lächeln um Nase und Mund in seinem Lehnstuhl am Fenster für immer und ewig ein.

## Form
Heiterkeit, ja Humor sogar, dominieren im Vortrag. In seinem „wahrheitsgetreuen Bericht“ weiht der Erzähler den Leser in die Gedanken Dr. Weylands ein. Der Doktor kuriert Anselma wochenlang, weil er Zeit gewinnen, weil er die Durchreisende heiraten will. Eigenwillige Späße des Erzählers sind keine Seltenheit: „Wir tun jetzt den ersten Sprung in dieser Geschichte und bitten unsere Leser und Leserinnen mitzuspringen, und zwar aus dem Dezember in den April.“ Der allwissende Erzähler kommentiert weltklug das unbeholfene Treiben seiner Protagonisten: „Nun ist's eine alte, aber nie genug beherzigte Wahrheit, daß die Herrschaften nur eine Treppe tiefer zu steigen und in die Stuben ihrer Dienerschaft zu horchen brauchen, um in manchen Dingen, über die sie sich den Kopf vergeblich zerbrechen, sofort das Richtige zu erfahren.“ Weder das junge Ehepaar noch der neugierige Leser erfahren, was der Lügenbaron Wunnigel in Italien alles angestellt hat.

## Selbstzeugnisse
- Am 1. September 1877 macht Raabe in einem Brief an Marie und Wilhelm Jensen die „Chronik“ sowie den „Hungerpastor“ schlecht und fährt fort: „Auf den ‚Wunnigel‘ aber... mache ich Euch mit den Tränen der Selbstgerührtheit in den Augen aufmerksam.“[3]
- Erst 1900 erschien die Nachauflage bei Otto Janke in Berlin. Raabe schreibt aus dem Anlass im Vorwort der „Gesammelten Erzählungen“, zwar müsse er den geneigten Leser auf den „Deutschen Adel“ und auch auf den „Meister Autor“ besonders aufmerksam machen, doch der „Wunnigel“ habe das nicht nötig.[4]

## Rezeption
Zeitgenossen
- Der Rezensent in den Leipziger „Blättern für literarische Unterhaltung“ lobt 1879: „Die Ironie, welche solch ein scharfes Hinblicken erzeugt, löst sich in mildem Humor auf.“[5] Er beobachtet, die dargestellten „Originale“ widerspiegelten zudem die „Planlosigkeit des menschlichen Wirkens und Strebens“[6].
- In der Zeitschrift „Europa“ vom 12. Juli 1879 wird Raabe im Zusammenhang mit dem Text als „Meister der Charakterzeichnung und des liebevoll ausgearbeiteten Details“[7] bezeichnet.

Neuere Äußerungen
- Diese „Katastrophengeschichte“ sei bis dato nicht verstanden worden.[8]
- Der „Phantasiemensch“ werde thematisiert.[9]
- Für Dr. Weylands Haus habe das Posthaus am Markt in Holzminden Pate gestanden.[10] Die Figur des eigenbrötlerischen Wunnigel sei kein Porträt Schopenhauers, obwohl manches darauf hindeute.[11]
- Eine weiter führende Arbeit nennt Oppermann[12] (Hans Bunje (Neumünster 1953)). Meyen[13] listet acht Arbeiten aus den Jahren 1879 bis 1953 auf.
- Marion Poschmann meint: „Wo der Leser gelangweilt abwinkt, ist Wunnigel enthusiasmiert, wo hingegen beim Leser ein gesteigertes Interesse aufkommt, […] lässt Raabe die Romankugel schnurgerade rollen, […] die Liebenden finden sich ohne große Hindernisse, aber nach der Hochzeit fällt die Kugel plötzlich vom Tisch und rast in unebenes Gelände“[14] und fügt hinzu, „am Ende ist es Wunnigel, der als zwar problematischer, aber mitreißender, vielschichtiger Charakter geschildert wird, der als einziger undurchschaubar und geheimnisvoll bleibt und sein Geheimnis, das Geheimnis des Menschseins, mit in den Tod nimmt.“[15]

## Verfilmung
Die gleichnamige Komödie von Oswald Döpke wurde am 25. Dezember 1978 im Fernsehen ausgestrahlt. Siegfried Wischnewski spielte den Wunnigel, Susanne Uhlen die Anselma, Peter Fricke den Dr. Weyland, Louise Martini die Oktavia, Thomas Holtzmann den Sesamoff und Sigfrit Steiner den alten Brüggemann.

### Erstausgaben
- Wunnigel. 672 Seiten. Westermann’s Jahrbuch der illustrierten deutschen Monatshefte. Bd. 43 (Dritte Folge. Bd. 11), Braunschweig Oktober 1877 bis März 1878. Halbleinen mit Holzstichen
- Wunnigel. Eine Erzählung. 198 Seiten. Westermann, Braunschweig 1879. Leinen mit Rückenschild

### Verwendete Ausgabe
- Wunnigel. S. 631–792, in: Peter Goldammer (Hrsg.), Helmut Richter (Hrsg.): Wilhelm Raabe. Ausgewählte Werke in sechs Bänden. Band 5: Der Dräumling. Zum Wilden Mann. Frau Salome. Vom alten Proteus. Horacker. Wunnigel. 884 Seiten. Aufbau-Verlag Berlin und Weimar 1965 (Textgrundlage: Karl Hoppe (Hrsg.): die historisch-kritische Braunschweiger Ausgabe)

### Weitere Ausgaben
- Wunnigel. 299 Seiten. Verlag Hermann Klemm, Berlin 1920. Wilhelm Raabe Bücherei 15. Band
- Wunnigel. Erzählung. 204 Seiten. Reclam jun., Leipzig 1944. Fraktur. Reclams Universal-Bibliothek 7577–7579
- Wunnigel. S. 5–170, mit einem Anhang, verfasst von Hans Finck, S. 393–413 in: Hans Finck (Bearb.), Karl Hoppe (Bearb.): Wilhelm Raabe: Wunnigel. Deutscher Adel. Der gute Tag. Auf dem Altenteil. Ein Besuch. (2. Aufl. besorgt von Jörn Dräger) Vandenhoeck & Ruprecht, Göttingen 1977. Bd. 13, ISBN 3-525-20126-5 in Karl Hoppe (Hrsg.), Jost Schillemeit (Hrsg.), Hans Oppermann (Hrsg.), Kurt Schreinert (Hrsg.): Wilhelm Raabe. Sämtliche Werke. Braunschweiger Ausgabe. 24 Bde.
- Meyen[16] nennt acht Ausgaben.